# Takashi Sakurai
Takashi Sakurai (født 4. maj 1977) er en tidligere japansk fodboldspiller.
Han har spillet for flere forskellige klubber i sin karriere, herunder Yokohama Flügels og Consadole Sapporo.